# فيسبلاتي الإيطالية
فيسبلاتي؛ هي بالإيطالية comune أي بلدية (بلدية) وتقع في مقاطعة نفارة في منطقة بيدمونت الإيطالية ، وتقع على بعد حوالي 80 كيلومتر (50 ميل) شمال شرق تورينو وحوالي 12 كيلومتر (7 ميل) جنوب شرق نفارة . وقُدر عدد سكانها في 31 ديسمبر 2004 بحوالي 2،054 نسمة وبلغت مساحتها 17.8 كيلومتر مربع (6.9 ميل2) . 
تقع على حدود البلديات التالية: بورگولاوتزارو ( Borgolavezzaro)، و كونفينزا (Confienza)، و گرانوتزو کن مونتیچلو (Granozzo con Monticello) ، و نيبيولا ( Nibbiola)، و روبيو(Robbio)، و تيردوبيادي (Terdobbiate)، و تورناكو ( Tornaco) .

## وصلات خارجية
- www.comune.vespolate.no.it